# Jacob Baart de la Faille III
Jacob Baart de la Faille (Groningen 28 juli 1822 - Groningen 17 april 1895) was een dokter in de verloskunde of obstetrie en medische chirurg in Groningen. Hij werd "de grijzen esculaap" genoemd en een vriend "der gansche burgerij."  De la Faille is begraven op de Zuiderbegraafplaats, Groningen en was ridder in de orde van Oranje-Nassau.

## Familie
Hij was de zoon van Jacob Baart de la Faille en Juliana Lucia van Wageningen.

## Loopbaan
Jacob Baart de la Faille was dokter in de verloskunde. Hij had een spreekuur voor inwendige geneeskunde aan de Oude Boteringestraat.

## Maatschappelijke betrokkenheid
De la Faille was 40 jaar verbonden als geneesheer aan het doofstommeninstituut H.D. Guyot. Ook zat hij zat in de Commissie van toezicht op het Ziekenhuis en was 50 jaar verbonden aan de stichting het Toevluchtsoord voor meisjes.  Daarnaast was hij voorzitter, en later ere-voorzitter van het Natuurkundig Genootschap en hij was lid van de gemeenteraad van Groningen.